# Лазаревич, Йован
Йован Лаза́ревич (серб. Јован Лазаревић / Jovan Lazarević, род. 11 сентября 1997, Смедерево, Югославия) — сербский игрок в мини-футбол, нападающий клуба «Ухта» и сборной Сербии по мини-футболу.

## Биография
В юниорском возрасте играл за футбольный клуб «Фёрст Виенна» на позиции полузащитника.  Футзальную карьеру начал в клубе «Евро Мотус» из Белграда.
В 2021 году вошёл в топ-10 лучших игроков мира по версии Futsal Planet, заняв 9 место в голосовании.
В 2022 году Лазаревич, будучи игроком «Тюмени», покинул клуб, несмотря на действующий до 2024 года контракт. Таким образом, Йован воспользовался инициативой ФИФА, позволившей игрокам уходить из российских клубов в заграничные без санкций с её стороны. Тем не менее, по истечении прерванного контракта в 2024-м Лазаревич вернулся в Россию, подписав контракт с МФК «Ухта».

## Достижения
«Экономац»
- Чемпион Сербии: 2017/18

«Мостар»
- Чемпион Боснии и Герцеговины: 2020/21

«Ухта»
- Чемпион России: 2024/25